# Општина Драгушени (Галац)
Драгушени (рум. Drăguşeni) општина је у Румунији у округу Галац.
Oпштина се налази на надморској висини од 279 m.